# サボー・マグダ
サボー・マグダ（ハンガリー語: Szabó Magda, 1917年10月5日 - 2007年11月19日）は、ハンガリーの作家。ハンガリーで最も著名な女性作家と言われた。小説のほか、ドラマ、エッセイ、詩なども書いた。

## 生涯
1917年、ハンガリー第二の都市デブレツェンで生まれた。デブレツェン大学でラテン語とハンガリー語の教員の資格を得て卒業し、デブレツェンやホードメゼーヴァーシャールヘイの女子校で教鞭を執った。1945年から1949年まで宗教教育省に勤務し、1947年に結婚した。
サボーは詩人として作家生活の第一歩を踏み出した。1947年に処女作『Lamb（英題）』を刊行、この続編として1949年に『Back to the Human（英題）』が発表された。1949年、バウムガルテン賞を受賞することとなったが、政治的な理由によって授賞当日に取り消されてしまった。同年、役所からも解雇されている。
1949年から1956年にかけて、当時のハンガリーはラーコシ・マーチャーシュによってスターリニズムによる規則が成立していたため、サボーの執筆活動は政府から禁じられていた。職を失ったサボーの夫も共産主義政権から汚名を着せられ、サボーはやむなく小学校で教えて生計を立てることとなった。この著作活動が禁じられた数年間に書かれた最初の小説『Fresco（英題）』は、1958年に出版され、読者から圧倒的な支持を得ることとなる。
サボーの作品は、ハンガリーで数々の賞を受賞するとともに、世界42ヶ国で出版されている。2003年、フランスの文学賞フェミナ賞で外国小説賞を受賞した。また、小説『Abigail（英題）』はハンガリー版Big Readで、最も著名な小説の第6位に選ばれている。さらに、他の3作品も上位100にランクインされている。